# Commissaire résident de Porto Rico
Le commissaire résident de Porto Rico (en anglais : Resident Commissioner, en espagnol : Comisionado Residente) est un représentant sans droit de vote de la Chambre des représentants des États-Unis, élu par les citoyens de Porto Rico pour un mandat de quatre ans. Comme d'autres territoires non incorporés, un délégué est présent au Congrès mais ne participe seulement qu'aux débats et aux comités.
L'actuel commissaire résident est Pablo Hernández Rivera, membre du Parti populaire démocrate à la Chambre des représentants, depuis le 3 janvier 2025.

## Histoire
En 1787, l'ordonnance du Nord-Ouest prévoit que les territoires habités par plus de cinq mille hommes majeurs libres soit représenté par un délégué élu sans droit de vote. Le territoire du Sud-Ouest est le premier à envoyer un délégué au 1er congrès des États-Unis.
À la suite de la Guerre hispano-américaine, le traité de Paris prévoit que l'Espagne cède les Philippines, Porto Rico et Guam aux États-Unis en échange d'un versement de 20 millions de dollars américains. En 1900, la Chambre des représentants propose que Porto Rico choisisse un délégué mais le Congrès se prononce pour une nouvelle forme de représentant territorial avec le poste de commissaire résident. Le sénateur John Coit Spooner, membre clé du Sénat, fait valoir qu'accorder un délégué à un territoire impliquerait qu'il se prépare à devenir un État, ce qui, déclare-t-il, n'est pas garanti pour les nouveaux territoires acquis pendant la guerre, tels que Porto Rico et les Philippines.
Federico Degetau est le premier commissaire résident élu en 1900. D'abord cantonné à un rôle symbolique puisqu'il n'est même pas autorisé à entrer au Capitole, le poste évolue pour lui permettre de participer aux débats puis en 1970 à pouvoir voter en commission.

## Mode d'élection
Sur le même bulletin de vote que pour l'élection du gouverneur, les électeurs votent également pour le commissaire résident. Les candidats au poste de gouverneur et de commissaire résident ne sont pas associés, ce qui signifie que, contrairement aux élections présidentielles, le peuple peut choisir d'élire des candidats de différents partis, ce qui n'a eu lieu qu'en 2004.
Le poste de commissaire résident peut être occupé par tout citoyen américain âgé de plus de 25 ans, né à Porto Rico ou aux États-Unis, qui lit et écrit la langue anglaise. En cas de décès, démission ou autre cause, le gouverneur de Porto Rico nommera son remplaçant, avec l'avis et le consentement du Sénat de Porto Rico, jusqu'à l'élection du nouveau commissaire résident lors des prochaines élections.

## Listes des commissaires résidents depuis 1946
La plupart des commissaires résidents étaient ou sont membres de deux partis : l'un de Porto Rico selon sa position en faveur ou non de l'intégration de Porto Rico comme État (PNP ou PPD) et l'autre des États-Unis (républicain ou démocrate). Dans certains cas, les liens entre deux partis ne coïncident pas toujours. Ainsi, Jenniffer González et son prédécesseur Pedro Pierluisi sont membres du PNP, mais si la première est républicain, le second est démocrate.
| Nom | Nom                      | Nom                      | Dates du mandat | Dates du mandat | Parti                      | Gouverneur du Commonwealth |
| --- | ------------------------ | ------------------------ | --------------- | --------------- | -------------------------- | -------------------------- |
| 1   | Antonio Fernós-Isern     |                          | 1946            | 1965            | Parti populaire démocrate  | Luis Muñoz Marin           |
| 2   | Santiago Polanco Abreu   |                          | 1965            | 1969            | Parti populaire démocrate  | Roberto Sánchez Vilella    |
| 3   | Jorge Luis Córdova       |                          | 1969            | 1973            | Nouveau parti progressiste | Luis A. Ferré              |
| 4   | Jaime Benítez            |                          | 1973            | 1977            | Parti populaire démocrate  | Rafael Hernández Colón     |
| 5   | Baltasar Corrada del Río |                          | 1977            | 1985            | Nouveau parti progressiste | Carlos Romero Barceló      |
| 6   | Jaime Fuster             |                          | 1985            | 1992            | Parti populaire démocrate  | Rafael Hernández Colón     |
| 7   | Antonio Colorado         |                          | 1992            | 1993            | Parti populaire démocrate  | Rafael Hernández Colón     |
| 8   | Carlos Romero Barceló    |                          | 1993            | 2001            | Nouveau parti progressiste | Pedro Rosselló             |
| 9   | Aníbal Acevedo Vilá      |                          | 2001            | 2005            | Parti populaire démocrate  | Sila María Calderón        |
| 10  | Luis Fortuño             |                          | 2005            | 2009            | Nouveau parti progressiste | Aníbal Acevedo Vilá        |
| 11  | Pedro Pierluisi          |                          | 2009            | 2017            | Nouveau parti progressiste | Luis Fortuño               |
| 11  | Pedro Pierluisi          | Alejandro García Padilla | 2009            | 2017            | Nouveau parti progressiste |                            |
| 12  | Jenniffer González       |                          | 2017            | 2025            | Nouveau parti progressiste | Ricardo Rosselló           |
| 12  | Jenniffer González       | Pedro Pierluisi          | 2017            | 2025            | Nouveau parti progressiste |                            |
| 12  | Jenniffer González       | Wanda Vázquez            | 2017            | 2025            | Nouveau parti progressiste |                            |
| 12  | Jenniffer González       | Pedro Pierluisi          | 2017            | 2025            | Nouveau parti progressiste |                            |
| 13  | Pablo Hernández Rivera   |                          | 2025            | En cours        | Parti populaire démocrate  | Jenniffer González         |